# Старе Ґардзениці
Старе Ґардзениці (пол. Stare Gardzienice) — село в Польщі, у гміні Цепелюв Ліпського повіту Мазовецького воєводства.
Населення — 123 особи (2011).
У 1975-1998 роках село належало до Радомського воєводства.

## Демографія
Демографічна структура станом на 31 березня 2011 року:
|          | Загалом | Допрацездатний вік | Працездатний вік | Постпрацездатний вік |
| -------- | ------- | ------------------ | ---------------- | -------------------- |
| Чоловіки | 64      | 13                 | 46               | 5                    |
| Жінки    | 59      | 14                 | 31               | 14                   |
| Разом    | 123     | 27                 | 77               | 19                   |